# Bjerkreim
Bjerkreim is een gemeente in de Noorse provincie Rogaland. De gemeente telde 2826 inwoners in januari 2017. Bjerkreim grenst in het noorden aan Gjesdal, in het oosten aan Sirdal, in het zuiden aan Lund en Eigersund en in het westen aan Hå en Time. Het gemeentebestuur zetelt in Vikeså, een dorp aan de E 39 de weg tussen Stavanger, Kristiansand en Oslo.

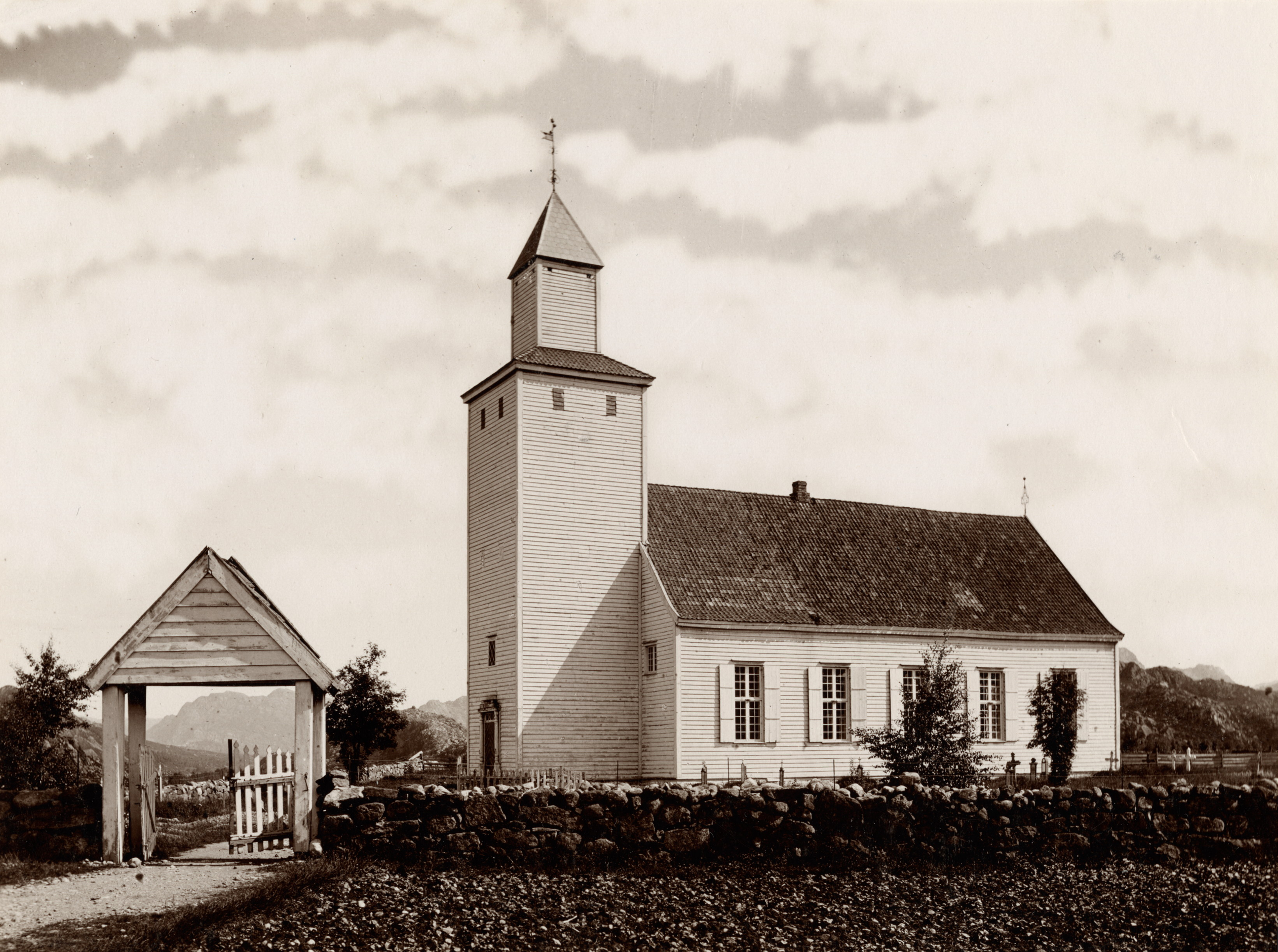
Dorpskerk

Bjerkreim is een uitgestrekte plattelandsgemeente. De voornaamste bron van inkomsten is de landbouw, met name schapenhouderij. In het dorp Bjerkreim staat de parochiekerk uit 1835. Het houten gebouw biedt plaats aan zo'n 500 mensen. In Ivesdal, in het noorden van de gemeente, staat een kapel uit 1876. In het gehucht Ørsdalen in het uiterste oosten van de gemeente staat nog een klein kapelletje. De parochie maakt deel uit van het decanaat Dalane binnen het bisdom Stavanger. Het hoogste punt van de gemeente is de Vinjakula die tot 907 meter reikt.
Bjerkreim · Bokn · Eigersund · Gjesdal · Hå · Haugesund · Hjelmeland · Karmøy · Klepp · Kvitsøy · Lund · Randaberg · Sandnes · Sauda · Sokndal · Sola · Stavanger · Strand · Suldal · Time · Tysvær · Utsira · Vindafjord

Fylker van Noorwegen